# Cassipourea macrodonta
Cassipourea macrodonta là một loài thực vật có hoa trong họ Rhizophoraceae. Loài này được Standl. mô tả khoa học đầu tiên năm 1929.